# Anton Fokin
Anton Fokin (n. 13 noiembrie 1982, Toshkent, Republica Sovietică Socialistă Uzbecă, URSS) este un gimnast artistic ce a reprezentat Uzbekistan, medaliat olimpic. A participat la 2 ediții ale Jocurilor Olimpice (2008, 2016) în care a câștigat o medalie de bronz.